# Gare de Bezenye
La gare de Bezenye (en hongrois : Bezenye vasútállomás) est une halte ferroviaire hongroise, située à Bezenye.